# Paul Schmidt (Orgelbauer)
Paul (Arndt) Schmidt (* 1715/16 in Rostock; † 25. April 1798 in Ludwigslust) war ein deutscher Orgelbauer. Er schuf in der zweiten Hälfte des 18. Jahrhunderts zahlreiche Orgelneubauten in Mecklenburg.

## Leben
Geboren wurde Paul Schmidt 1715 oder 1716 in Mecklenburg. Obwohl der Geburtsort unbekannt ist, wird seine hiesige Herkunft durch ein schriftliches Zeugnis aus seiner letzten Lebenszeit bestätigt. Wann und wo und wer seine Eltern waren, ist bisher nicht zu erfahren. In den Rostocker Kirchenbüchern der Jahre 1715 und 1716 ist auch seine Geburt nicht verzeichnet. Am 26. Oktober 1744 wird er im Bürgerbuch der Stadt Rostock eingetragen, vermutlich mit der Aufnahme seiner Arbeit als selbständiger Orgelbauer. Einen Monat später, am 20. November 1744 heiratete er in der St. Jacobi-Kirche zu Rostock die Jungfrau Catharina Cortsen (Cordsen). Doch auch im Kirchenbuch der St. Jacobi-Kirche findet sich kein Hinweis auf seine Geburt und Herkunft.
Für die Nachwelt blieb außer einigen Orgeln sowie Teilen des Briefwechsels zwischen Schmidt und seinen Auftraggebern nichts erhalten.
Das Orgelbau-Handwerk erlernte Schmidt, wie er selbst in einem Brief vom 25. Mai 1790 schreibt, bei seinem seeligen Lehrmeister Caspar Sperling.
Dieser Caspar Sperling kam um 1700 aus Quedlinburg nach Rostock und baute hier 1706 für St. Nikolai und 1735 für St. Petri je eine neue Orgel.
Weitere Nachrichten fehlen, auch wurde Schmidt nie als Organist bezeichnet. Es ist zu vermuten, dass Schmidt entweder gar nicht oder nur sehr mäßig Orgel spielen konnte.
Als Caspar Sperlings 1743 starb, hinterließ er seine Werkstatt jedoch nicht Schmidt, sondern einem anderen seiner Mitarbeiter. So hatte Schmidt einen schweren Anfang mit seinem Beruf in Rostock. Eine große Hilfe war es ihm, als er 1749 von Herzog Christian Ludwig das Privileg erhielt, sich  herzoglich-mecklenburg-schwerinscher Orgelbauer nennen zu dürfen. Das Privileg wurde 1766 erneuert, was ihm weitere öffentliche Aufträge für Orgelbauten im Lande verschaffte.
Schmidts Wirkungszeit ist von 1743 bis 1790 nachweisbar, in den Jahren gab es in Mecklenburg nur wenige Orgelbauer. Nach heutigem Wissen baute Schmidt etwa 30 Orgeln.
Bekannt ist, dass sein erster Orgelneubau für die Klosterkirche in Dobbertin bestimmt war. Es war eine Orgel mit zwei Manualen und 23 Registern. Nach dem am 15. Mai 1746 zwischen dem Klosterhauptmann und Provisor Jobst Heinrich von Bülow auf Woserin und dem Orgel-Bauer Paul Schmidt hieselbst abgeschlossenen Orgel-Bau-Contract bey Reparation der Closter-Kirche 1746 mit Verzeichnis und Inventar sollten die Arbeiten Weihnachten 1747 vollendet sein.
Schmidt schien auch kein begabter Geschäftsmann gewesen zu sein, denn er baute manche Orgel entgegen dem Vertrag größer, forderte anschließend mehr Geld, das er nicht immer bekam. Er war fast 75 Jahre alt, als er seinen letzten Neubauauftrag annahm. Während des Siebenjährigen Krieges beschäftigte sich Schmidt neben der Beaufsichtigung und Pflege der Rostocker Orgeln auch mit dem Bau von mechanischen Orgeln und Drehorgeln.
Am 19. Januar 1753 ließ er in Rostock eine Tochter Christiane Louise Ulrike taufen. Paten waren Christian Ludewig und Erbprinzessin Amalie sowie Prinzessin Olrica. Von 1778 bis 1779 war Paul Schmidt in St. Petersburg tätig. Am 9. April 1779 heißt es, dass er wieder von Petersburg retournirt sei. In dieser Zeit gab es auch Schaffenslücke in Mecklenburg.
Leider fällt in die Zeit seines größten Triumphes auch allerlei Kritik an seiner Arbeit und an seinem Auftreten. Man warf ihm Arroganz und Rechthaberei vor und er muss es, trotz seines Privilegs, dulden, dass ihm immer häufiger andere Orgelbauer vorgezogen wurden. Am tiefsten fühlte er sich getroffen, als er den Auftrag für den Neubau der Dom-Orgel in Schwerin nicht erhielt und es war auch nur eine schwache Genugtuung für ihn, dass der Orgelbauer Stein, der die Orgel baute, an dieser Aufgabe scheiterte.
Um 1790 wechselte Schmidt seinen Wohnsitz nach Ludwigslust zu seiner jüngeren 1777 dort mit dem herzoglichen Hof- und Porträtmaler Johann Heinrich Suhrlandt verheirateten Tochter Christiane Louise Ulrike. Durch Alterserscheinungen beeinträchtigt, musste er den Orgelbau beenden. Seine letzte Reparatur war vom August bis zum Oktober 1790 an der Ludwigsluster Kirchenorgel. In Ludwigslust erfuhr er auch, dass sein herrlichstes Werk, die St.-Marien-Orgel in Rostock durch Ernst Marx aus Berlin völlig um- und neu gebaut wurde.
Am 25. November 1792 starb seine Frau an Abzehrung. Über seine Familie ist wenig bekannt.
Sein 1754 in Rostock geborener Sohn Heinrich war im Kloster Dobbertin Orgelbauer. 1770 wurde er als Geselle seines Vaters erwähnt. Eigene Werke, außer beim Teilneubau in Ruchow sind nicht bekannt. Nicht immer gesund, lebte er in Schulden und starb noch vor seinem Vater 1797 in Dobbertin.
Gesundheitlich wie wirtschaftlich ging es Schmidt immer schlechter, so dass Ludwigsluster Bürger den Herzog um finanzielle Unterstützung für Schmidt baten. Herzog Friedrich Franz genehmigte am 10. März 1795 ein erstes Gnadengeschenk von 25 Thalern, dessen Empfang Schmidt am 16. März bestätigte.
Völlig verarmt starb Paul Schmidt am 25. April 1798 mit 82 Jahren und wurde zwei Tage später auf dem Kirchhof zu Ludwigslust bestattet. Das Kirchenbuch nennt als Todesursache: Entkräftung.

## Werkliste
In der fünften Spalte bezeichnet die römische Zahl die Anzahl der Manuale, ein großes „P“ ein selbstständiges Pedal, ein kleines „p“ ein nur angehängtes Pedal. Die arabische Zahl gibt die Anzahl der klingenden Register an. Die letzte Spalte bietet Angaben zum Erhaltungszustand sowie Links mit weiterführender Information. Kursivschreibung zeigt an, dass das Werk nicht oder lediglich der Prospekt erhalten ist.
| Jahr      | Ort                    | Kirche                   | Bild | Manuale | Register | Bemerkungen |
| --------- | ---------------------- | ------------------------ | ---- | ------- | -------- | --- |
| 1747      | Dobbertin              | Klosterkirche            |      | II/P    | 23       | 1856 durch Ernst Sauer 1856 in eine einmanualige Orgel für Mestlin umgebaut; Reste erhalten, seit 2002 im Orgelmuseum Malchow |
| 1752      | Parchim                | St. Georgen              |      | II/P    | 24       | nicht erhalten |
| 1752      | Waren (Müritz)         | Georgenkirche            |      |         |          | nicht erhalten |
| 1754      | Dreveskirchen          | Dorfkirche Dreveskirchen |      | I/P     | 15       | 1840 Umbau durch Friedrich Wilhelm Winzer; teilweise erhalten→ Orgel |
| 1755      | Schwerin               | Schelfkirche             |      |         |          | nicht erhalten |
| 1760      | Groß Upahl             | Ev. Dorfkirche           |      | I       | 3        | 1709 von Johann Engelbrecht Gerhardt für Schloss Rossewitz, 1760 Paul Schmidt für Gräfin S. v. Bassewitz auf Gut Dalwitz, 1790 Kirche Polchow mit Jacob Friedrich Friese, 1893 durch Edmund Bruder nach Groß Upahl überführt, 1996 Instandsetzung Wolfgang Nußbücker. |
| 1764      | Güstrow                | Pfarrkirche St. Marien   |      |         |          | Erneuerung; Prospekt erhalten |
| 1768      | Klein Belitz           | Dorfkirche Neukirchen    |      | II/P    | 16       | 1849 Umbau durch Friedrich Wilhelm Winzer |
| 1769–1770 | Klenow (Ludwigslust)   | Stadtkirche              |      |         |          | nicht erhalten |
| 1770      | Neustadt-Glewe         | Marienkirche             |      | I       | 9        | November 1770 eingeweiht, nicht erhalten. 1873 durch Albert Mehmel neues Instrument (I/P/12), steht heute noch |
| 1770      | Rostock                | St. Marien               |      | IV/P    | 62       | sein größtes Werk; 1793 durch Neubau von Ernst Marx ersetzt; Prospekt erhalten |
| 1771      | Bützow                 | Reformierte Kirche       |      |         |          | 1863 durch Neubau von Friedrich Wilhelm Winzer ersetzt. Die Schmidt-Orgel kam 1863 in die Kloster Kirche Rühn.nicht erhalten |
| 1772      | Hohen Luckow           | Dorfkirche               |      | I       | 5        | 1857 Umbau durch Friedrich Wilhelm Winzer |
| 1777      | Jördenstorf            | Dorfkirche               |      | I/P     | 18       | Prospekt erhalten → Orgel |
| 1782      | Malchin                | St.-Johannis-Kirche      |      | II/P    |          | Prospekt erhalten |
| 1783      | Petschow (Dummerstorf) | Dorfkirche               |      | I/P     | 15       | 1906 von Carl Börger neuer Doppelbalg eingebaut, 1993 Restauro durch Wegscheider aus Dresden, sonst vollständig erhalten → Orgel |
| 1786      | Reinshagen             | Dorfkirche Reinshagen    |      | I/P     | 15       | 1885 Umdisponierung durch Carl Börger, neue Manualklaviatur, 1981/83 Reparatur durch Axel Stüber aus Berlin |
| 1789      | Teterow                | Stadtkirche              |      | II/P    | 22       | 1825, 1828 Reparatur Friedrich Friese I., 1850 durch Heinrich Rasche, 1891 Neubau durch Schlag&Söhne, nur noch Prospekt erhalten |
| 1790      | Schorssow-Bülow        | Dorfkirche               |      | I/p     | 10       | von Gesellen Johann Schmidt vollendet; 1884 Umbau durch Carl Börger (II/P/11) |

### Ungedruckte Quellen
Landeshauptarchiv Schwerin (LHAS)
- LHAS 3.2-3/1 Landeskloster / Klosteramt Dobbertin. Nr. 1190 Register Monatsrechnungen 1713–1714, Nr. 3160 Restauration Nonnenchor 1746/49, Nr. 3185 Nachlass Orgelbauer Schmidt 1797/98.

Landeskirchliches Archiv Schwerin (LKAS)
- LKAS, OKR Schwerin, Ortsakten Stavenhagen, Ludwigslust.